# Grup de l'euxenita
El grup de l'euxenita és un grup de minerals format per set minerals òxids: euxenita-(Y), fersmita, itrocrasita-(Y), kobeïta-(Y), loranskita-(Y), tanteuxenita-(Y) i uranopolicrasa.
Les espècies d'aquest grup majoritàriament cristal·litzen en el sistema ortoròmbic, excepte la kobeïta-(Y) que ho fa en el sistema isomètric, la loranskita-(Y), un mineral deficientment definit del qual no ha pogut ser determinada la seva cristal·lització, i la itrocrasita-(Y), un altre mineral pobrament caracteritzat, també sovint metamictzat i que podria ser idèntic a l'euxenita-(Y), que es troba de manera amorfa.
| Espècie          | Fórmula                        |
| ---------------- | ------------------------------ |
| Euxenita-(Y)     | (Y,Ca,Ce,U,Th)(Nb,Ta,Ti)₂O₆    |
| Fersmita         | (Ca,Ce,Na)(Nb,Ta,Ti)₂(O,OH,F)₆ |
| Itrocrasita-(Y)  | (Y,Th,Ca,U)(Ti,Fe)₂(O,OH)₆     |
| Kobeïta-(Y)      | (Y,U)(Ti,Nb)₂(O,OH)₆           |
| Loranskita-(Y)   | (Y,Ce,Ca)ZrTaO₆                |
| Tanteuxenita-(Y) | Y(Ta,Nb,Ti)₂(O,OH)₆            |
| Uranopolicrasa   | (U⁴⁺,Y)(Ti,Nb)₂O₆              |